# Raay
Raay (vlastním jménem Aleš Vovk) je slovinský zpěvák, hudební producent, manažer a porotce v bývalém národním kole Misija Evrovizija. Jeho písně zazněly jak na mezinárodních hudebních festivalech (Eurovision Song Contest a Junior Eurovision Song Contest), tak i na těch slovinských (Slovenska popevka a Melodije morja in sonca).

## Biografie
Narodil se 7. července 1984 ve městě Jesenice, SR Slovinsko, Socialistická federativní republika Jugoslávie, které se nachází na území dnešního Slovinska. Od roku 2008 je členem skupiny Tangels a také byl členem Turbo Angels.
V roce 2012 produkoval a napsal debutovou píseň „My Way Is My Decision“ pro slovinskou alpskou lyžařku Tinu Maze. Singl byl vydán 26. října, den před prvním závodem sezóny v Söldenu.

## Slovinské hudební festivaly

### Slovenska popevka
V roce 2004 se na slovinském hudebním festivalu objevily 2 písně, u kterých byl Raay autorem hudby. Jednou byla píseň „Arena“ od skupiny Žana & RnB Wannabes. Ta se umístila na 6. místě se ziskem 1 404 hlasů. Druhou písní byla „Odmev srca“ zpěvačky Maja Slatinšek. Ta obsadila 4. místo se 1 885 hlasy v konkurenci 14 zpěváků a skupin.
V roce 2007 se festivalu zúčastnila zpěvačka Manca Špik s písní „Vse to je moj svet“. Píseň obsadila 2. místo se ziskem 936 diváckých hlasů. Akce se konala 9. září v hlavním městě, Lublani. Autorem hudby byl Raay.
V roce 2010 se na stejném festivale objevila píseň „Mozaik“. Autorem hudby k písni je opět Raay. Zpěvák Gašper Rifelj s písní obsadil 3. místo a obdržel celkem 1 612 hlasů.

### Melodije morja in sonca

#### 28. ročník
V roce 2005 vystoupila na 28. ročníku hudebního festivalu Melodije morja zpěvačka Manca Špik, která zazpívala píseň „Solze z neba“. Skladba byla mezi 8 postupujícími, kteří byli vybrání z 1. semifinále pomocí rozhlasových stanic, publika a televotingu. Ve finále k písním z 1. semifinále připojilo dalších 7 z 2. semifinálového kola. Manca Špik nakonec ve finále, které se konalo 16. června 2005, obsadila 3. místo. Raay byl autorem hudby i aranžmá. Zpěvačka si odnesla z festivalu Cenu za nejlepší výkon.

#### 29. ročník
V roce 2006 se Raay spolu se svou skupinou zúčastnil 29. ročníku hudebního festivalu Melodije morja in sonca se skladbou „Jaz sem za“. Píseň byla v 1. semifinále, které se konalo 13. června 2006, vybrána mezi 7 postupujícími. Autorem aranžmá byl sám zpěvák. Ve 2. semifinále soutěže vystoupila i píseň „Marinero“, kterou nazpívala Manca Špik. Ta se svou písní byla rovněž vybrána mezi postupující. Autorem aranžmá byl opět Raay.
Ve finále, které se konalo 15. července 2006, obsadila píseň „Marinero“ 2. místo a kompozice „Jaz sem za“ 4. pozici. Píseň „Marinero“ navíc získala Cenu za nejlepší píseň. Zpěvačka navíc obdržela Ocenění za nejlepší celkovou image a Cenu časopisu Ona za nejlepší styl.

#### 30. ročník
V roce 2007 vystoupila na 30. ročníku hudebního festivalu Melodije morja zpěvačka Špelca s kompozicí „Lady Casanova“. Píseň byla v 1. semifinále, které se konalo 12. července, vybrána mezi 7 postupujícími, když obsadila 2. místo se ziskem 26 bodů. Autorem hudby i aranžmá byl Raay. Ve 2. semifinále zazpívala zpěvačka Manca Špik píseň „Baila, baila, baila“, kde je Raay také autorem hudby i aranžmá.
Celkovou vítězkou festivalu byla Manca Špik se svou kompozicí „Baila, baila, baila“. Píseň „Lady Casanova“ nakonec obsadila 4. místo.

#### 32. ročník
V roce 2012 vystoupila na 32. ročníku hudebního festivalu Melodije morja in sonca Nuša Derenda se skladbou „Za stare čase“. Autorem hudby byl Matjaž Vlašič, textu Urša Vlašič a aranžmá vykonal Raay. Celkovou vítězkou festivalu, který se konal 7. července 2012, se stala Nuša Derenda se ziskem 33 bodů. Umělkyně obdržela od odborné poroty 7 bodů, rozhlasovými stanicemi byla oceněna 7 body, od publika získala také 7 bodů a televoting ji zařadil na 1. místo (12 bodů).

#### 33. ročník
V roce 2013 soutěžila na 33. ročníku hudebního festivalu Melodije morja in sonca s kompozicí „Nasmeh življenja“, kterou nazpívala Nika Zorjan. Show se konala ve městě Portorož 6. července 2013. Raay byl autorem hudby i aranžmá. Zpěvačka si odnesla z festivalu Cenu diváků a posluchačů.

#### 34. ročník
V roce 2014 se skupina Victory zúčastnila 34. ročníku hudebního festivalu Melodije morja in sonca s písní „Skupaj s teboj“. Skupina obsadila 11. místo a získala 11 bodů. Raay byl spolu s Bine Puhem také autorem aranžmá.

## Eurovision Song Contest

### EMA
V roce 2008 se zúčastnil slovinského národního kola se svou skupinou Turbo Angels. Národní kolo se uskutečnilo v sídle vysílatele Radiotelevizija Slovenija. S písní „Zabava“ se nejdříve zúčastnili 1. semifinále, ze kterého postoupili ze 4. místa se ziskem 2 983 hlasů. Ve finále, které se konalo 3. února 2008, obsadila skupina 6. místo se ziskem 7 914 hlasů. Autorem hudby byl Ed Fisher, text složil Boštjan Groznik a aranžmá měli na starosti Ed Fisher, Raay.
V roce 2010 napsal píseň pro Sašu Zamernik, která nese název „Živim za zdaj“. V slovinském národním kole EMA 2010 se ale píseň nedostala do finále. V národním kole se objevil také jako člen skupiny Tangels. Ve finále skupina zazpívala píseň „Kaj in kam“, se kterou se umístila na 12. místě.
V roce 2011 se podílel na napsání písně pro slovinské národní kolo EMA 2011, kde s písní „Ladadidej“ zpěvačky April postoupil do superfinále. V superfinále píseň prohrála s Majou Keuc a písní „Vanilija“.
V roce 2014 spolupracoval s dalšími slovinskými skladateli na napsání písně pro slovinské národní kolo EMA 2014. Píseň nese název „Spet/Round and Round“ a po vítězství v superfinále s ní Tinkara Kovač reprezentovala Slovinsko na Eurovision Song Contest 2014.

### O Melodie Pentru Europa
Stejného roku soutěžila v moldavském národním kole O Melodie Pentru Europa 2014 píseň, na které se také autorsky podílel. Píseň nese název One and All a zazpívá ji Diana Staver. Na písni pracoval se slovinskou zpěvačkou Hannah Mancini a Charlie Masonem.

### Eurovision Song Contest 2015
V roce 2015 reprezentoval Slovinsko na Eurovision Song Contest 2015 jako součást skupiny Maraaya. S písní „Here for You“ se v 2. semifinále umístil se ziskem 92 bodů na 5. místě, ve finále soutěže skupina zaujala celkové 14. místo se ziskem 39 bodů.

## Junior Eurovision Song Contest

### 2014
V roce 2014 napsal historicky první píseň pro slovinského reprezentanta na Junior Eurovision Song Contest. Píseň nese jméno „Nisi sam (Your light)“ a na Maltě ji zazpívala Ula Ložar. Ve finále soutěže se umístila 12. místě se ziskem 29 bodů ačkoliv byla jednou z favoritek na vítězství v soutěži.

### 2015
V roce 2015 se spolu svou manželkou Marjetkou Vovk podílel na písní „Prva ljubezen“ (První láska), se kterou reprezentovala Lina Kuduzović svou zemi na Junior Eurovision Song Contest 2015. Ve finále soutěže se umístila se ziskem 112 bodů na 3. místě, čímž se pro Slovinsko zasloužila o nejlepší výsledek na Junior Eurovision Song Contest.